# Shannonbridge
Shannonbridge (iriska: Rachra) är ett samhälle med omkring 600 invånare beläget vid Shannonfloden omkring 10 kilometer söder om Clonmacnoise i Offaly i Republiken Irland, 
Samhället har en bro som blev färdigbyggd 1757 och den är en av de äldsta broarna som än idag används över Shannon.

## Personligheter
- George Brent, skådespelare.